# Babylon Rotana Baghdad Hotel
Babylon Rotana Baghdad Hotel se nachází v irácké metropoli Bagdádu, v místní části Al-Džadríja. Jedná se o rozsáhlý komplex s 284 pokoji.
Původně měl být postaven v černohorském letovisku Budva na břehu Jaderského moře, nicméně po krachu projektu na nové letovisko v tehdejší Jugoslávii byl drobně upraven a realizován v Bagdádu. Jugoslávská projekční společnost prodala kompletní dokumentaci indické společnosti Oberoi, která jej na přelomu 70. a 80. let na břehu řeky Tigris zbudovala. Projekt stavby vznikl z pera slovinského architekta Edvarda Ravnikara, který např. navrhl i obytný soubor budov Ferantov vrt v Lublani, s ním má společné např. dekorativní užití cihel jako obkladu stavby. Interiéry hotelu navrhl indický architekt Sunita Kohli. Stavba byla dokočena v roce 1982; spolupráce tehdejší Jugoslávie s Irákem probíhala nejspíše v rámci pomoci díky Hnutí nezúčastněných zemí.[zdroj?] Původní název hotelu byl Babylon Oberoi Hotel, provozovala jej společnost Oberoi Hotels & Resorts. Až do Války v Zálivu jej provozovala uvedená společnost.
V roce 2010 byl v hotelu proveden útok bombou uloženou v automobilu. Roku 2014 byl objekt prodán společnosti Warwick Hotels and Resorts. Současný název nese od 1. února 2019.